# Hřib zlatokořenný
Hřib zlatokořenný (Xerocomus chrysonemus A.E. Hills et A.F.S. Taylor 2006) je hřibovitá houba z rodu suchohřib (Xerocomus), která je podobná a příbuzná hřibu plstnatému. Existence tohoto druhu byla prokázána na základě biomolekulárních (genových) analýz v roce 2006.

## Vzhled

### Makroskopický
Klobouk 25 - 70 milimetrů široký, zprvu téměř polokulovitý s často podvinutým okrajem, později vypouklý až poduškovitý. Zbarvený je žlutookrově až žlutoolivově, plavě, osmahle, na poškozených místech hnědě (subkutikulární vrstva je hnědá nebo červenohnědá). Zbarvení je variabilní, závisí také na počasí. Povrch je matný, suchý, plstnatý, později může být hladký.
Rourky dosahují 5-10 (12) milimetrů délky, společně s póry jsou zprvu jasně žluté až zlatožluté, později s nazelenalým odstínem. Při obvodu klobouku mívají hnědavý nádech. Při poškození nemodrají.
Třeň obvykle dorůstá 30-50 (70) × 5-18 milimetrů, bývá štíhlý až středně silný, směrem k bázi se obvykle zužuje. V mládí je nejprve jasně žlutý (podobně jako póry), později tmavne, nakonec jej pokrývají drobná červenohnědá zrníčka a často i neúplná síťka. Bázi třeně kryje žlutá až zlatožlutá plst, bazální mycelium je zlatožluté.
Dužnina v klobouku je bledě bíložlutá až bledě citronově žlutá, jasně žlutá ve spodní části třeně. Nemodrá, chutná mírně, voní nevýrazně.

### Mikroskopický
Výtrusy dosahují (8) 9 – 12,5 (13.5) × (4) 4,5 – 6 μm, jsou elipsovité až elipsoidně vřetenovité, patrná je suprahilární deprese z bočního pohledu. Pod optickým mikroskopem se jejich povrch jeví jako hladký, uvnitř uzavírají jednu nebo několik olejových kapek. Reakce s Melzerovým činidlem je středně dextrinoidní.

## Výskyt
Roste pod duby, především pod dubem letním. Dává přednost zastíněným stanovištím s tlejícím listím či mechovými polštáři, případně travou. Na anglických lokalitách byl zaznamenán výskyt na půdě o pH 7.

## Rozšíření
Hřib zlatokořenný je známý z Anglie, Španělska a České republiky. Protože jde o nově popsaný druh, není jeho rozšíření zcela známé.

## Záměna
- hřib plstnatý (Xerocomus subtomentosus) - bílé bazální mycelium (maximálně s několika žlutavými vlákny)
- hřib osmahlý (Xerocomus ferrugineus) - bílé bazální mycelium, neroste pod duby
- hřib moravský (Aureoboletus moravicus) - specifická vůně, viz samostatný článek

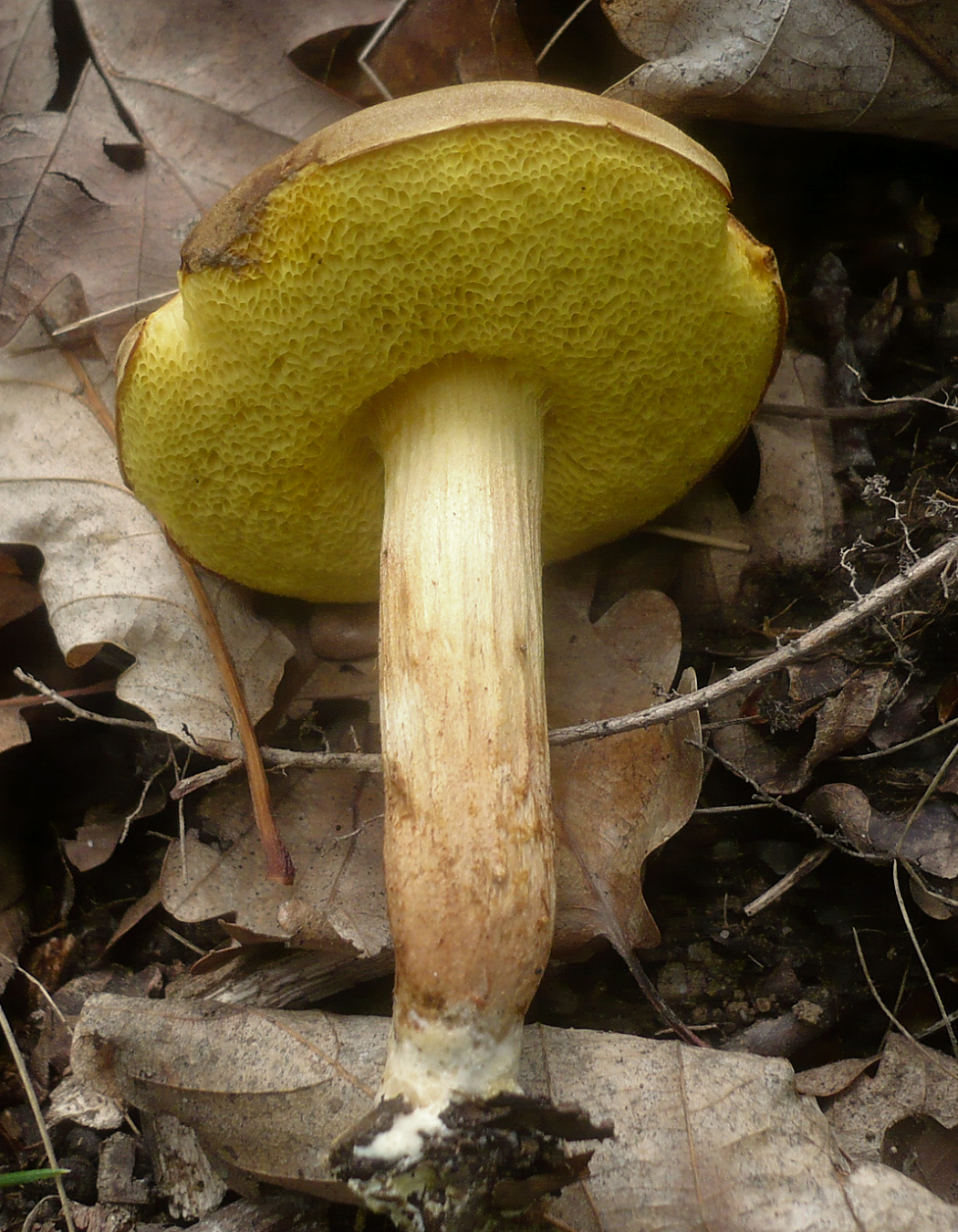
hřib plstnatý
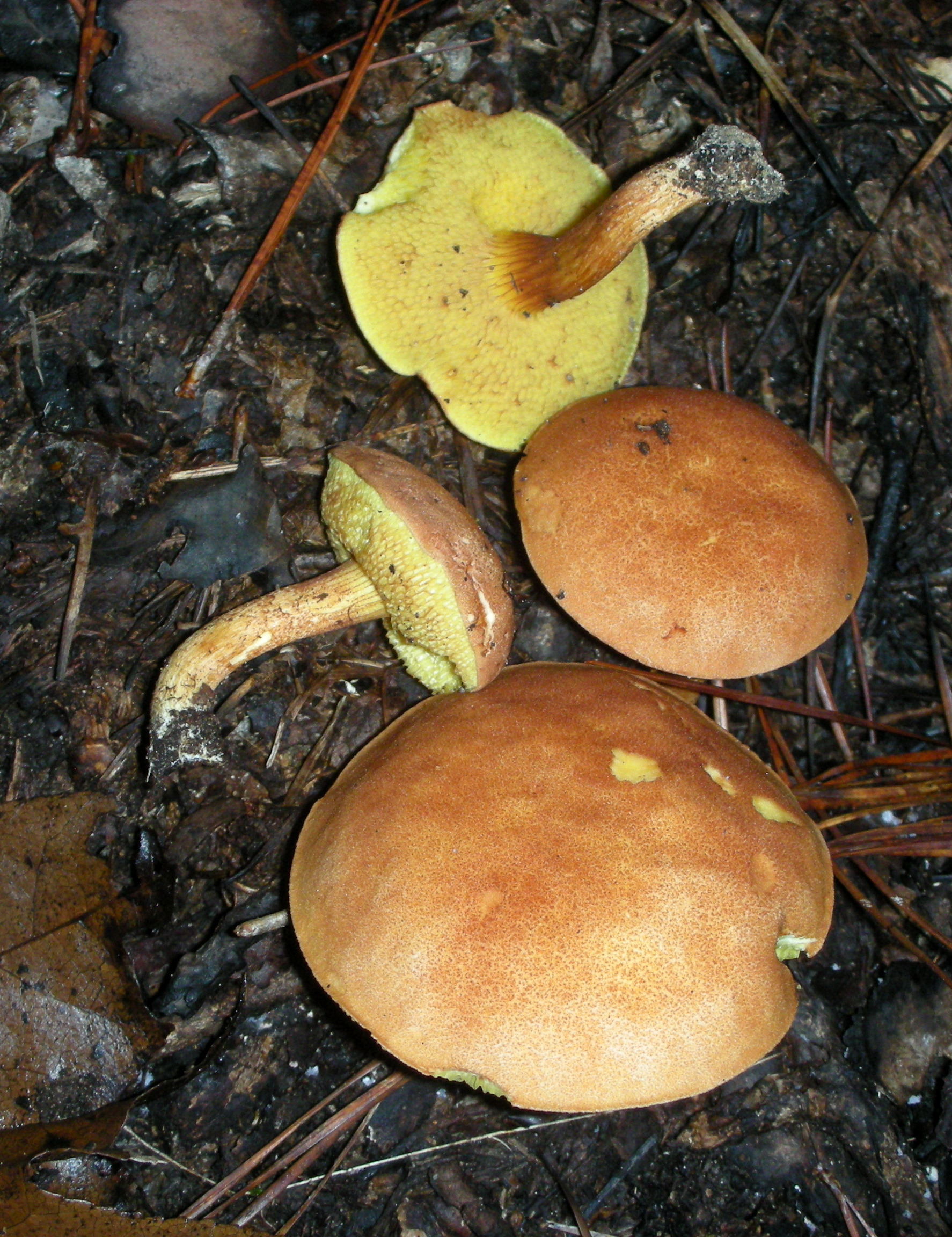
hřib osmahlý
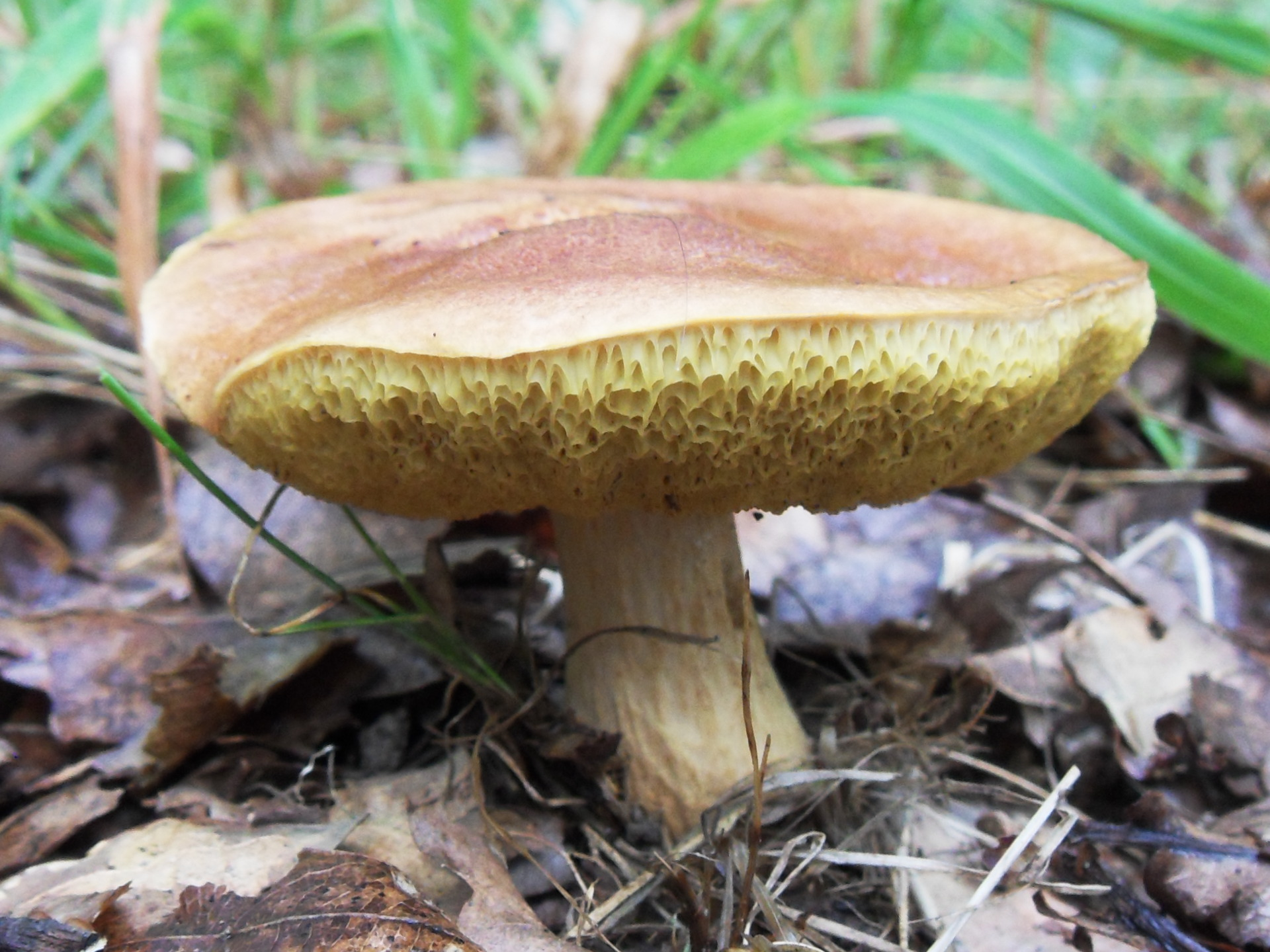
hřib moravský